# Brazilian Film Festival of Toronto
O BRAFFTV - Brazilian Film & Television Festival of Toronto (Festival de Cinema Brasileiro em Toronto), é um festival de cinema brasileiro realizado no exterior e apresenta anualmente filmes brasileiros na cidade de Toronto, no Canadá. O festival tem como missão promover o cinema brasileiro no Canadá e criar uma plataforma de mercado para diretores, produtores e atores. Dentre suas atividades estão mostras competitivas e de convidados, oficinas, colóquio internacional, visita técnica a estúdios de cinema e "networking".

## Sobre o festival
Criado em 2006, o BRAFFTV é produzido pelas empresas Southern Mirrors (Canadá) e Puente (Brasil), com direção da atriz Bárbara de la Fuente e da jornalista Cecilia Queiroz.
O festival inclui as mostras Competitiva, de Convidados, Brah-zoo-kah (filmes realizados por brasileiros residentes no exterior) e O Brasil visto por outros olhos (filmes de cineastas estrangeiros sobre o Brasil). A Mostra Competitiva recebe anualmente cerca de 300 inscrições e os selecionados concorrem ao troféu Golden Maple nas categorias curta/média e longa-metragem. A curadoria é responsável por selecionar os filmes que vão ser mostrados.
Um júri internacional elege o Melhor Filme, Direção, Ator, Atriz (curta/média ou longa) e o Melhor Documentário. Os espectadores participam de uma votação durante o festival e elegem o Melhor Filme de Público (curta/média ou longa).
Para o público do BRAFFTV são oferecidos oficinas, seminários e debates sobre a cultura, a sociedade e o cinema brasileiro e sua forma de produção audiovisual.
Um Colóquio Internacional - BRAFFTV Film & Media International Conference - reúne especialistas do mundo inteiro para discutir pesquisas e trabalhos na área de mídia, televisão e cinema.
O BRAFFTV inclui atividades ligadas à indústria cinematográfica, com visita técnica, apresentação de pilotos para compradores com vistas ao fomento de negócios entre os dois países.

## Histórico
O festival teve sua primeira edição em 2007 como mostra não-competitiva, e passou a ter premiações a partir de 2008, nas categorias de curta/média e longa-metragem. Em 2011, passou a haver ainda uma premiação para o melhor documentário. Em 2012, para homenagear os vencedores da quinta edição (2011), o BRAFFTV realizou uma Cerimônia de Premiação na Cinemateca Brasileira, em São Paulo, Brasil.
Atores e atrizes como Selton Mello, Alice Braga, Cauã Reymond, Fernanda Montenegro, Glória Pires, Leandra Leal, Daniel de Oliveira e filmes como Meu nome não é Johnny, O Palhaço, Boca do Lixo, Loki - Arnaldo Baptista e Simonal - Ninguém Sabe o Duro que Dei já foram contemplados com o Golden Maple.

## Premiações

### Curta / média-metragem

#### Melhor filme
- 2014: "O sol pode cegar" (Toti Loureiro)
- 2013: "Sorry" (The Wolfpack)
- 2012: "Qual queijo você quer?"
- 2011: empate entre "A fábrica" e "Segundo movimento para piano e costura"
- 2010: "Anjos do meio da praça"
- 2009: "Sildenafil"
- 2008: "Subsolo"

#### Melhor ator
- 2014: Samuel Reginatto ("Caçador")
- 2013: Jefferson Brito ("O Pacote")
- 2012: Salo Pasik ("Até a vista")
- 2011: Andrew Knoll ("A fábrica")
- 2010: o juri deliberou não premiar nenhum ator
- 2009: Ricardo Petraglia ("Sildenafil")
- 2008: Felipe Mônaco ("Engano")

#### Melhor atriz
- 2014: Melissa Arievo ("O sol pode cegar")
- 2013: Lea Garcia ("Acalanto")
- 2012: Fernanda Montenegro ("A dama do Estácio")
- 2011: Adriana Pires ("Segundo movimento para piano e costura")
- 2010: o juri deliberou não premiar nenhuma atriz
- 2009: Marília Medina ("Sildenafil")
- 2008: Carla Marins ("Subsolo")

#### Melhor direção
- 2014: Gabriel Garcia ("Ed")
- 2013: The Wolfpack ("Sorry")
- 2012: Eduardo Ades ("A dama do Estácio")
- 2011: Marco Del Fiol  ("Segundo movimento para piano e costura")
- 2010: Alê Camargo e Camila Carrossine ("Anjos do meio da praça")
- 2009: Bel Noronha ("De braços abertos")
- 2008: Jaime Lerner ("Subsolo")

#### Júri Popular
- 2015:
- 2014: Um sonho severino (Danilo Baracho)
- 2013: Berço de Ferro (Rafaela Galindo)
- 2012: "Lápis de Cor" (Alice Gomes)
- 2011: "Os Magníficos"
- 2010: "Ernesto no país do futebol"
- 2009: "De braços abertos"
- 2008: "Os filmes que não fiz"

### Melhor documentário
- 2014: "Tarja Branca" (Cacau Rhoden)
- 2013: "Amazônia Eterna" (Belisario Franca)
- 2012: "Paralelo 10" (Silvio Da-Rin)
- 2011: "Doce Brasil holandês" (Monica Schmiedt)

### Longa-metragem

#### Melhor filme
- 2014: Amor, plástico e barulho (Renata Pinheiro)
- 2013: A oeste do fim do mundo (Paulo Nascimento)
- 2012: 2 Coelhos (Afonso Poyart)
- 2011: Boca do lixo (Flávio Frederico)
- 2010: B1 - Tenório em Pequim
- 2009: Simonal - Ninguém Sabe o Duro que Dei
- 2008: Pindorama - a verdadeira história dos sete anões

#### Melhor ator
- 2014: o juri deliberou não premiar nenhum ator
- 2013: Ariel Goldenberg (Colegas)
- 2012: Selton Mello (O Palhaço)
- 2011: Daniel de Oliveira (Boca do lixo)
- 2010: Leonardo Medeiros (Budapeste)
- 2009: Cauã Reymond (Se Nada Mais Der Certo)
- 2008: Selton Mello (Meu nome não é Johnny)

#### Melhor atriz
- 2014: empate: Nash Laila e Maeve Jinkings (Amor, plástico e barulho)
- 2013: Fernanda Moro (A oeste do fim do mundo)
- 2012: Leandra Leal (Estamos Juntos)
- 2011: Via Negromonte - (As Mães de Chico Xavier)
- 2010: nenhuma atriz foi premiada
- 2009: Carolina Abras (Se Nada Mais Der Certo)
- 2008: Alice Braga (A Via Láctea)

#### Melhor direção
- 2014: Renata Pinheiro (Amor, plástico e barulho)
- 2013: Paulo Nascimento (A oeste do fim do mundo)
- 2012: André Klotzel (Reflexões de um Liquidificador)
- 2011: Flávio Frederico (Boca do lixo)
- 2010: empate entre: Walter Carvalho (Budapeste), Felipe Braga e Eduardo H Moura (B1 - Tenório em Pequim)
- 2009: José Eduardo Belmonte (Se Nada Mais Der Certo)
- 2008: Lina Chamie (A Via Láctea)

#### Júri Popular
- 2015: Trinta (Paulo Machline)
- 2014: Aprender a ler para ensinar meus camaradas (João Guerra)
- 2013: Cine Holliúdy (Halder Gomes)
- 2012: Uma professora muito maluquinha (André Alves Pinto) e (Cesar Rodrigues)
- 2011: As Mães de Chico Xavier
- 2010: empate entre Herbert de perto e B1 - Tenório em Pequim
- 2009: Loki - Arnaldo Baptista
- 2008: Meu nome não é Johnny

#### Menção honrosa
- 2013: Personagem: Marcelo Yuka (Caminho das Setas - Daniela Broitman)
- 2010: Atriz: Glória Pires (Lula, o filho do Brasil)
- 2009: Trilha Sonora: Diogo Poças (Inversão)